# مغناطش
مغناطش (به انگلیسی: Magnetization) یا قطبی‌سازی مغناطیسی، مقدار کمّی پدیده مغناطیسی شدن یا افزایش خاصیت مغناطیسی مواد است. در الکترومغناطیس کلاسیک، میدانی برداری است که چگالی گشتاورهای مغناطیسی دائم یا القایی در یک مادهٔ مغناطیسی را نشان می‌دهد. منشأ گشتاور مغناطیسیِ مولدِ مغناطش می‌تواند جریان الکتریکی ناشی از حرکت الکترون‌های اتم، اسپین الکترون‌ها یا هسته باشد. مغناطش خالص از پاسخ یک ماده به میدان مغناطیسی خارجی حاصل می‌شود. مواد پارامغناطیس دارای یک مغناطش القایی ضعیف در میدان مغناطیسی هستند که در صورت نبود میدان مغناطیسی، ناپدید می‌شوند. مواد فرومغناطیس و فری‌مغناطیس در حضور یک میدان مغناطیسی، دارای مغناطش قوی می‌باشند. و می‌توانند مغناطیسی شوند تا در نبود میدان خارجی نیز خاصیت مغناطیسی داشته باشند و به آهنربای دائمی تبدیل شوند. مغناطش در یک ماده، لزوماً یکنواخت نمی‌باشد ولی می‌تواند در نقاط مختلف متفاوت باشد. مغناطش همچنین چگونگی پاسخ یک ماده به میدان مغناطیسی اعمالی و همچنین نحوه تغییر میدان مغناطیسی توسط ماده را نیز توضیح می‌دهد و نیروهای ناشی از آن واکنش‌ها را می‌توان با مغناطش محاسبه کرد. می‌توان آن را با قطبش الکتریکی نیز مقایسه کرد که میزان پاسخ متقابل یک ماده به یک میدان الکتریکی در الکترواستاتیک می‌باشد. مغناطش معمولاً توسط فیزیکدانان و مهندسان به‌صورت مقدار گشتاور مغناطیسی در واحد حجم تعریف می‌شود. توسط یک شبه بردار توضیح داده می‌شود.

## تعریف
میدان مغناطش یا M توسط رابطه زیر تعریف می‌گردد:
{{درشت|{\displaystyle M={\operatorname {d} \!m \over \operatorname {d} \!V}}
بطوریکه dm المان گشتاور مغناطیسی و dv المان حجم می‌باشد؛ به بیان دیگر، میدان M توزیع گشتاورهای مغناطیسی در ناحیه مورد نظر است. بهتر است به‌صورت رابطه زیر بیان گردد:
{\displaystyle m=\iiint Mdv}
که m یک گشتاور مغناطیسی معمولی است و انتگرال سه‌گانه نشان دهنده اختلاط در یک حجم است. این باعث می‌شود که میدان M کاملاً مشابه میدان قطبش الکتریکی یا میدانP باشد، که برای تعیین گشتاور دوقطبی الکتریکی p تولید شده توسط ناحیه مشابه با چنین قطبشی استفاده می‌شود:
{\displaystyle P={\operatorname {d} \!p \over \operatorname {d} \!V},p=\iiint PdV}
بطوریکه dp المان گشتاور دو قطبی الکتریکی می‌باشد. تعاریف P و M به عنوان «گشتاور در واحد حجم» به‌طور گسترده پذیرفته شده‌اند، اگرچه در برخی موارد می‌توانند منجر به ابهامات و تناقضاتی شوند.[1]
میدان M در واحد SI برحسب آمپر بر متر اندازه‌گیری می‌شود.[2]

## معادلات مکسول
معادلات مکسول رفتار میدان‌های مغناطیسی (B, H)، میدان الکتریکی (E, D)، چگالی بار (ρ) و چگالی جریان (J) را توصیف می‌کنند. نقش مغناطش در زیر توضیح داده شده‌است.
روابط بین H ,B و M
مغناطش، میدان مغناطیسی کمکی H را به‌صورت زیر تعریف می‌کند:
(SI unites) {\displaystyle B=\mu 0(H+M)}
(Gaussian unites) {\displaystyle B=H+4\pi M}
برای محاسبات مختلف مناسب است. نفوذپذیری خلأ {\displaystyle \mu 0} تقریباً برابر با V.S)/(A.m)){\displaystyle 4\pi /10^{7}} (در واحد SI) می‌باشد.
یک رابطه بین M و H در بسیاری از مواد وجود دارد. در دیامغناطیسها و پارامغناطیسها، این رابطه معمولاً خطی است: {\displaystyle M=XH,B=\mu H=\mu 0(1+X)H}
که χ را حساسیت مغناطیسی حجمی و μ را نفوذپذیری مغناطیسی ماده می‌نامند. انرژی پتانسیل مغناطیسی در واحد حجم (یعنی چگالی انرژی مغناطیسی) پارامغناطیس (یا دیامغناطیس) در میدان مغناطیسی برابر است با:                                                                {\displaystyle -M.B=-XH.B=-{\operatorname {} \!X \over \operatorname {} \!1+X}.{\operatorname {B^{2}} \! \over \operatorname {\mu 0} \!}}
که گرادیان منفی آن نیروی مغناطیسی وارد بر پارامغناطیس (یا دیامغناطیس) در واحد حجم (یعنی چگالی نیرو) است.
در دیامغناطیس (X<0) و پارامغناطیس (X>0)، معمولاً  {\displaystyle |X|\ll 1} و بنابراین {\displaystyle M\thickapprox X{\operatorname {B} \! \over \operatorname {\mu 0} \!}} .
در فرومغناطیسها بین M و H هیچ مطابقت یک به یکی به‌دلیل پسماند مغناطیسی وجود ندارد.
قطبش مغناطیسی
قطبش مغناطیسی می‌تواند جایگزین مغناطش در تعریف باشد[3]، I (اغلب از علامت J استفاده می‌شود تا با چگالی جریان اشتباه گرفته نشود)
(واحدSI) {\displaystyle B=\mu 0H+I}
این مورد در قیاس مستقیم با قطبش الکتریکی است.{\displaystyle D=\epsilon 0E+P} . بنابراین قطبش مغناطیسی با ضریب μ۰ با مغناطش متفاوت است.
(واحدSI) {\displaystyle I=\mu 0M}
در حالی که مغناطش به‌طور معمول با A/m اندازه‌گیری می‌شود، قطبش مغناطیسی با تسلا اندازه‌گیری می‌شود.
جریان مغناطش
مغناطش M به چگالی جریان J کمک می‌کند که به‌عنوان جریان مغناطش شناخته بشود.[4]
{\displaystyle Jm=\triangledown \times M}
و برای جریان سطح محدود:
{\displaystyle Km=M\times n}
چگالی کل جریانی که وارد معادلات ماکسول می‌شود بدین صورت به‌دست می‌آید:
{\displaystyle J=Jf+\triangledown \times M+{\partial p \over \partial t}}
که در آن Jf چگالی جریان الکتریکی بارهای آزاد است (جریان آزاد نیز نامیده می‌شود)، دومین جمله سهم مغناطیسی است، و جمله آخر مربوط به قطبش الکتریکی P است.
مغناطیس استاتیک
در غیاب جریان‌های الکتریکی آزاد و اثرات وابسته به زمان، معادلات ماکسول که مقادیر مغناطیسی را توصیف می‌کنند به مقادیر زیر کاهش میابند:
{\displaystyle \triangledown \times H=0}
{\displaystyle \triangledown .H=-\triangledown .M}
این معادلات را می‌توان در قیاس با مسائل الکترواستاتیکی حل کرد که در آن:
{\displaystyle \triangledown \times E=0}
{\displaystyle \triangledown .E={\operatorname {} \!\rho  \over \operatorname {\epsilon } \!0}}
{\displaystyle -\triangledown .M} نقش یک «چگالی بار مغناطیسی» ساختگی شبیه چگالی بار الکتریکی ρ را بازی می‌کند.

## دینامیک
رفتار وابسته به زمان در مغناطش در نانومقیاس و نانوثانیه مهم می‌شود. به‌جای هم‌تراز شدن با میدان اعمال‌شده، گشتاورهای مغناطیسی منفرد در یک ماده شروع به پیشروی در اطراف میدان اعمال‌شده می‌کنند و از طریق آرام‌سازی با انتقال انرژی به شبکه، هم‌تراز می‌شوند.

## معکوس شدن
معکوس شدن مغناطیسی، همچنین به عنوان سوئیچینگ شناخته می‌شود، به فرآیندی اشاره دارد که منجر به جهت‌گیری مجدد ۱۸۰ درجه (قوس) بردار مغناطیسی با توجه به جهت اولیه آن، از یک جهت پایدار به جهت مخالف می‌شود. از نظر فن‌آوری، این یکی از مهم‌ترین فرآیندهای مغناطیس است که به فرایند ذخیره‌سازی مغناطیسی داده‌ها، مانند استفاده در هارد دیسک [5] مدرن، مرتبط است. همان‌طور که امروزه می‌دانیم، تنها چند راه ممکن برای معکوس کردن مغناطش آهنربای فلزی وجود دارد:
1. میدان مغناطیسی اعمال شده.[5]
2. تزریق اسپین (چرخش) از طریق پرتو ذرات پرخشی.[5]
3. معکوس کردن مغناطیسی توسط نور قطبی شده دایروی[6]؛ یعنی تابش الکترومغناطیسی که به صورت دایروی قطبی شده‌است.

## مغناطیس زدایی
مغناطیس زدایی، کاهش یا حذف مغناطش است[7]. یکی از راه‌های انجام این کار، گرم کردن جسم بالاتر از دمای کوری (دمایی که در آن خاصیت مغناطیسی جسم دگرگون می‌شود) آن است، جایی که نوسانات حرارتی انرژی کافی برای غلبه بر فعل و انفعالات مبادله، منبع نظم فرومغناطیسی و از بین بردن آن نظم را دارند. راه دیگر این است که آن را از یک سیم پیچ الکتریکی با جریان متناوب که از آن عبور می‌کند بیرون بکشید و میدان‌هایی را ایجاد کنید که مخالف مغناطش هستند.[8]
یکی از کاربردهای مغناطیس زدایی حذف میدان‌های مغناطیسی ناخواسته است. به عنوان مثال، میدان‌های مغناطیسی می‌توانند با دستگاه‌های الکترونیکی مانند تلفن‌های همراه یا رایانه، در ماشین‌کاری تداخل ایجاد کنند.